# Campanocolea
Campanocolea là một chi rêu trong họ Geocalycaceae.